# Manuel Fernández Osorio
Manuel Fernández Osorio (Jerez de la Frontera, 31 de juliol de 1946) fou un futbolista andalús de les dècades de 1960 i 1970. Va ser internacional amb la selecció catalana i amb la selecció espanyola.

## Trajectòria
Arribà al RCD Espanyol el 1964 a l'edat de 20 anys procedent del Jerez Industrial. Jugava a la posició de lateral dret. Ràpidament aconseguí un lloc a l'equip titular, arribant a jugar dos partits amb la selecció espanyola A, dos més amb la B, i altres dos amb la catalana, però una greu lesió a finals de 1968 va fer que des d'aquell moment comptés cada cop menys en les alineacions. En total disputà 104 partits de lliga amb l'equip. El 1972 fitxà pel Real Burgos on jugà dues temporades i patí un descens a Segona Divisió. La temporada 1974-75 jugà a l'AD Almería, i la 1975-76 jugà al Centre d'Esports Sabadell, i en finalitzar la mateixa deixà el futbol.